# Anthony Pagden
Anthony Pagden és catedràtic de Ciència política i Història a la Universitat de Califòrnia (UCLA). Ha escrit a bastament sobre les teories de l'imperi, l'imperialisme i les relacions entre colonitzats i colonitzadors. També ha escrit extensament sobre les conseqüències actuals del declivi de la dominació occidental sobre el món. Especialista reputat en la història de les idees, les seves investigacions han tractat sovint del cosmopolitisme, el nacionalisme i l'internacionalisme, així com de la història i el futur de la Unió Europea.
Ha estat membre del Merton College a Oxford, investigador sènior de l'Institut Warburg de Londres, professor d'història a l'Institut Universitari Europeu de Florència i membre del Regius College a Cambridge. Els seus llibres han tingut una destacada influència en la historiografia mundial. Darrerament, ha publicat en castellà Pueblos e imperios' (Mondadori, 2002) i Mundos en guerra. 2500 años de conflictos entre Oriente y Occidente (RBA, 2011), guardonat amb la medalla de bronze del Washington Institute. Destaca, també, per la seva tasca de columnista a The New Republic, The New York Times, Los Angeles Times, El País, London Review of Books i Times Literary Supplement.